# Память (фильм, 2023)
«Память» (англ. Memory) — художественный фильм режиссёра Мишеля Франко совместного производства США и Мексики с Джессикой Честейн и Питером Сарсгаардом в главных ролях. Премьера картины состоялась на 80-м Венецианском кинофестивале в сентябре 2023 года, где Сарсгаард был награждён кубком Вольпи за лучшую мужскую роль.

## Сюжет
Действие фильма происходит в Нью-Йорке. Главные герои — влюблённые, которые пытаются выстроить отношения вопреки своим психологическим травмам.

## В ролях
- Джессика Честейн — Сильвия
- Питер Сарсгаард — Сауль
- Мерритт Уивер
- Джессика Харпер
- Элси Фишер
- Джош Чарльз

## Премьера и восприятие
Премьера фильма состоялась 8 сентября 2023 года на 80-м Венецианском кинофестивале. Питер Сарсгаард был награждён кубком Вольпи за лучшую мужскую роль. Позже «Память» покажут на кинофестивале в Торонто.

## Награды
| Год  | Фестиваль                       | Категория                           | Получатель      | Результат | Прим. |
| ---- | ------------------------------- | ----------------------------------- | --------------- | --------- | ----- |
| 2023 | 80-й Венецианский кинофестиваль | «Золотой лев»                       | Майкл Франко    | Номинация | [ 6 ] |
| 2023 | 80-й Венецианский кинофестиваль | Кубок Вольпи за лучшую мужскую роль | Питер Сарсгаард | Победа    | [ 6 ] |